# Teulisna pendleburyi
Teulisna pendleburyi är en fjärilsart som beskrevs av Holloway 1982. Teulisna pendleburyi ingår i släktet Teulisna och familjen björnspinnare. Inga underarter finns listade i Catalogue of Life.